# Canio Rufo
Julius Canius Rufus (Cádiz - † Roma, siglo I) fue poeta hispanolatino.
Aunque gaditano por nacimiento, vivió en Roma durante el reinado de Domiciano; allí fue celebrado por el ingenio y la dulzura de sus versos por su amigo Marco Valerio Marcial, quien decía de él que "se reía de todo", y también por Tito Livio; este último le reprendió suavemente por lo mucho que le gustaba el trato con las damas. Entre sus muchas amantes terminó por ser su esposa al parecer Teófila, poetisa de origen helénico, culta, amable y de morigeradas costumbres, que practicaba la filosofía del Estoicismo. Según Marcial, era así: 
Esta es, Canio, la esposa prometida, / Teófila noble, sabia, elocuente: / la escuela estoica, ha puesto preeminente / votara que debía ser admitida: / mujeril o vulgar no creo su juicio, / del de Partemi poco difería; / al coro de las Musas conocía / de que dio tantas veces claro indicio. / La misma Safo alaba sus canciones, / y Platón por discípula la diera / en su escuela lugar cual mereciera / Al gran conjunto de sus perfecciones. / A Safo superior fue en la doctrina, / esta más casta que ella: en fín apenas / la renombrada y docta Atenas / vio tan ilustre e ínclita heroína.
Canio Rufo escribió elegías, epigramas y tragedias, y Casitto le atribuye ser el verdadero autor del Satyricon de Petronio.